# Prepolno
 Prepolno  falu Horvátországban Zágráb megyében. Közigazgatásilag Szentivánzelinához tartozik.

## Fekvése
Zágrábtól 28 km-re északkeletre, községközpontjától  7 km-re északnyugatra, a Medvednica-hegység északkeleti lejtőin fekszik.

## Története
A település 1704-ben tűnik fel az egyházi vizitáció során "Prepolyno" alakban. 
A falunak 1857-ben 55,  1910-ben 103 lakosa volt. Trianonig Zágráb vármegye Szentivánzelinai járásához tartozott. 2001-ben 81 lakosa volt. 

## Lakosság
| Lakosság változása | Lakosság változása | Lakosság változása | Lakosság változása | Lakosság változása | Lakosság változása | Lakosság változása | Lakosság változása | Lakosság változása | Lakosság változása | Lakosság változása | Lakosság változása | Lakosság változása | Lakosság változása | Lakosság változása |
| ------------------ | ------------------ | ------------------ | ------------------ | ------------------ | ------------------ | ------------------ | ------------------ | ------------------ | ------------------ | ------------------ | ------------------ | ------------------ | ------------------ | ------------------ |
| 1857               | 1869               | 1880               | 1890               | 1900               | 1910               | 1921               | 1931               | 1948               | 1953               | 1961               | 1971               | 1981               | 1991               | 2001               |
| 55                 | 73                 | 71                 | 95                 | 84                 | 103                | 90                 | 107                | 111                | 125                | 142                | 118                | 102                | 93                 | 81                 |

## Nevezetességei
A Fájdalmas Szűzanya tiszteletére szentelt kápolnája 1723-ban épült, a bedenicai plébánia filiája. Berendezésének értékes darabjai Franjo Antun Straub zágrábi szobrászművész barokk szobrai. Főoltárán a Fájdalmas Szűzanya szobra karjaiban a halott Jézussal. Mellette Szent Ignác, Xavéri Szent Ferenc, Szent Mária Magdolna és Szent János evangélista szobrai láthatók.